# Base Edgeworth David
La Base Edgeworth David (en inglés Edgeworth David Base o Bunger hills) es una estación de investigación de verano de Australia ubicada en el oasis Bunger en la Antártida Oriental. Recibió su nombre en homenaje a Edgeworth David, geólogo y explorador polar galés-australiano.  
La base está situada en el oasis antártico libre de hielo Bunger en la Tierra de Wilkes, aproximadamente a 440 km de la Base Casey y 85 km hacia el interior de la barrera de hielo Shackleton. Está a unos 7 km al oesnoroeste de la abandonada Base A. B. Dobrowolski de Polonia. En el área adyacente se encuentran los glaciares Denma y Scott.
El Campamento Oasis Bunger australiano fue inaugurado el 14 de enero de 1986. Se compone de cuatro edificios pequeños, situados en las inmediaciones de uno de los lagos del oasis. La base consiste de dos cabañas tipo Apple y dos tipo Melon, que pueden acomodar 6-8 personas.
En una ubicación cercana en donde el hielo tiene un grosor de 2 m, pueden aterrizar aviones, para el transporte de personal y equipos. En 2010 fue la base para el programa de investigación del número de ballenas.